# Mama Warhola
Mama Warhola – album polsko-ukraińskiej grupy folkowej Tołhaje, wydany 18 kwietnia 2018 przez Mystic Production (nr kat. MYSTCD330), a zrealizowany we współpracy z Muzeum Sztuki Nowoczesnej Andy’ego Warhola i Stowarzyszeniem im. Andy’ego Warhola w Medzilaborcach na Słowacji. Inspiracją do jego powstania była matka wybitnego przedstawiciela pop-artu Andy’ego Warhola – Ulija (Julia) oraz sam artysta. Ulija jako emigrantka w USA z tęsknoty za rodzinnymi Karpatami śpiewała i nawet nagrała płytę z rusińskimi pieśniami ludowymi (winyl wysłała nawet do swojej siostry we wsi Mikova na Słowacji). Tołhaje przywołują te nuty używając m.in. cymbały, lirę korbową. Co do samej postaci Andy’ego – słychać tu nawiązanie do legendarnej Silver Factory w Nowym Jorku poprzez brzmienia elektroniczne i gitarowe. Utwory nr 3, 7 i 9 znalazły się na ścieżce dźwiękowej serialu Wataha (sezon drugi). Nominacja do Fryderyka 2019 w kategorii «Album Roku Folk / Muzyka Świata».

## Lista utworów
1. Julia 0:16
2. Sydyt mlada za stolyczkom 4:11
3. Oj pid lisom zeleneńkym 4:29
4. Oj pohnała baba dida 4:50
5. All Tomorrow’s Parties 4:54
6. Ty diwczyno mołoda 3:21
7. Czerwena róża trojaka 4:56
8. Dała ty nia moja maty 3:51
9. Pid dubynoju, pid zelenoju 4:28

## Wykonawcy
- Piotr Rychlec – klawisze, akordeon, śpiew gardłowy
- Marysia Jurczyszyn-Kulik – śpiew
- Tomasz Duda – saksofony, klarnet
- Łukasz Moskal – perkusja
- Maciej Cierliński – lira korbowa
- Mateusz Szemraj – cymbały strunowe,
- Damian Kurasz – gitara
- Janusz Demkowicz – gitara basowa